# Hensies

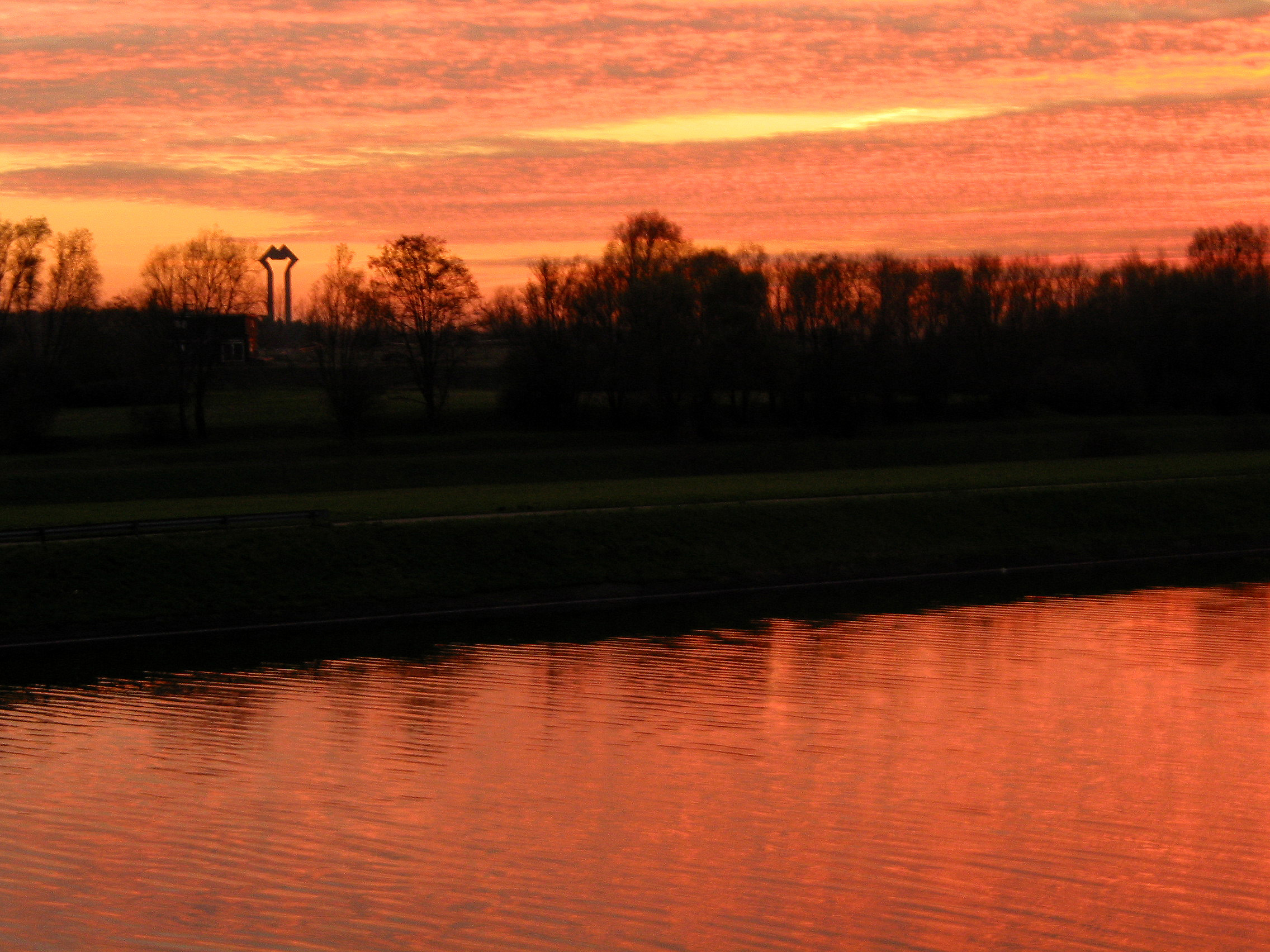
Hensies: kênh đào Pommeroeul-Condé

Hensieslà một đô thị ở tỉnh Hainaut. Tại thời điểm ngày 1 tháng 1 năm 2006, đô thị này có dân số 6.698 người. Tổng diện tích là 25,99 km², với mật độ dân số 258 người trên mỗi km².